# Pahokee High School
Pahokee High School (ou Pahokee Junior Senior High School) est une middle school et une high school américaine actuellement située 900 Larrimore Road à Pahokee, dans le comté de Palm Beach, en Floride. Le 15 novembre 1996, le vieux bâtiment de Pahokee High School situé E. Main St. est inscrit au Registre national des lieux historiques. L'établissement est le cadre du documentaire Pahokee, une jeunesse américaine, tourné entre 2016 et 2017 et sorti au cinéma en 2019,.

## Sport
L'équipe de football américain de l'école, les Blue Devils, ont remporté le championnat d'État en 1989, 2003, 2004, 2006, 2007 et 2008. En 2006–2007, l'équipe réalise 28 victoires contre 0 défaite et atteint la 6e place du classement national.

## Anciens élèves notables
- Richard Ash, joueur de football américain des Cowboys de Dallas[5]
- Bill Bentley, joueur de football américain des Lions de Detroit[6]
- Anquan Boldin, joueur de football américain des Cardinals de l'Arizona, des Ravens de Baltimore et des 49ers de San Francisco[7]
- Kevin Bouie, joueur de football américain dans plusieurs équipes de NFL[8]
- Jim Burroughs, joueur de football américain des Colts d'Indianapolis[9]
- Rickey Jackson, linebacker du Pro Football Hall of Fame[10]
- Janoris Jenkins, joueur de football américain des Giants de New York[11]
- Pernell McPhee, joueur de football américain des Bears de Chicago et des Ravens de Baltimore[12]
- Eric Moore, joueur de football américain des Patriots de la Nouvelle-Angleterre et des Rams de St. Louis[13]
- Alphonso Smith, joueur de football américain des Lions de Detroit[14]
- Antone Smith, joueur de football américain des Falcons d'Atlanta[15]
- Vincent Smith, joueur de football américain des Wolverines du Michigan[16]
- Mel Tillis, chanteur introduit au Country Music Hall of Fame[17]
- Andre Waters, joueur de football américain des Eagles de Philadelphie, souffrait d'encéphalopathie traumatique chronique[18]
- Riquna Williams, joueuse de basket-ball des Sparks de Los Angeles